# Manolesso
I Manolesso furono una famiglia patrizia veneziana, annoverata fra le cosiddette Case Nuove.

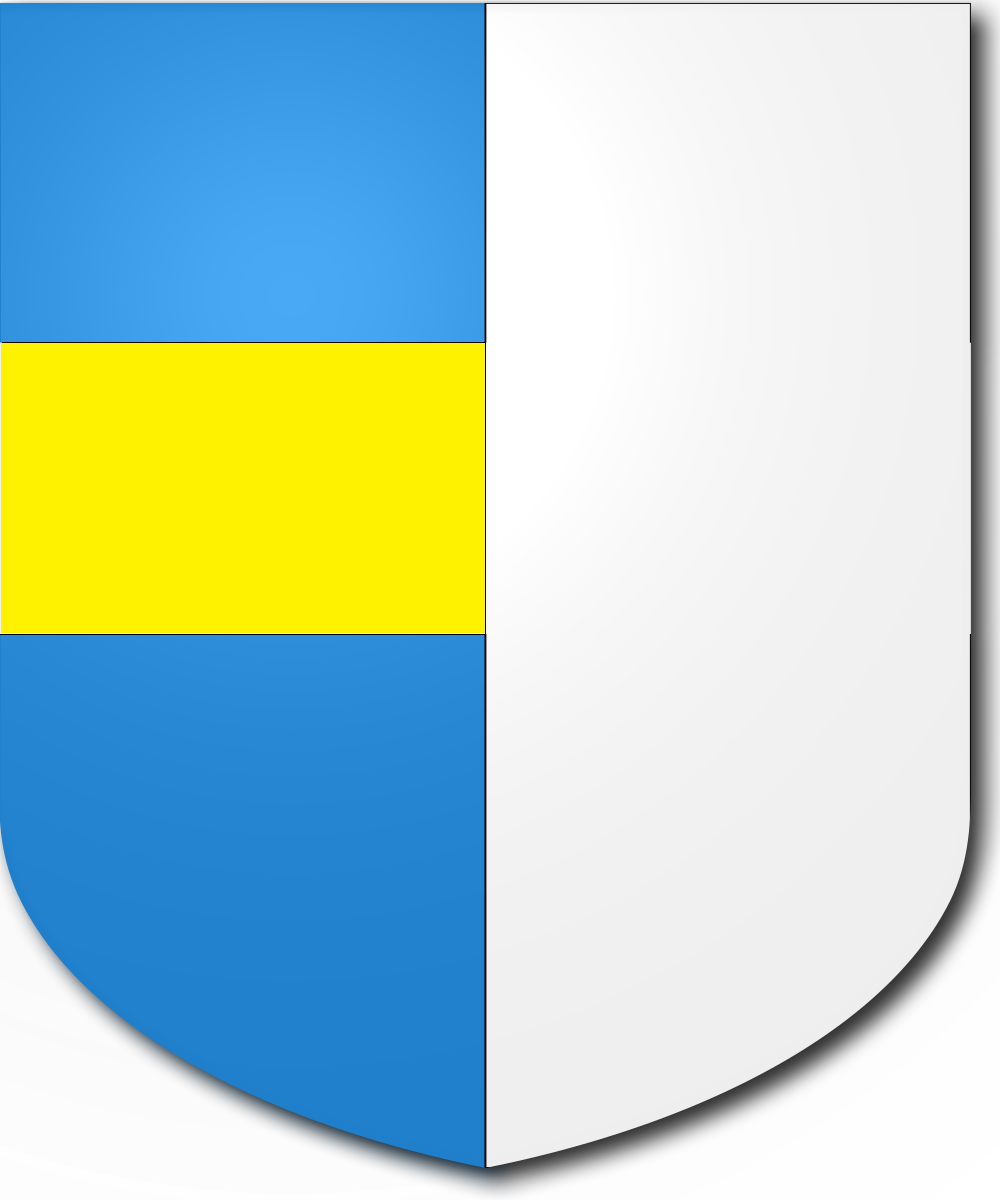
Stemma Manolesso

## Storia

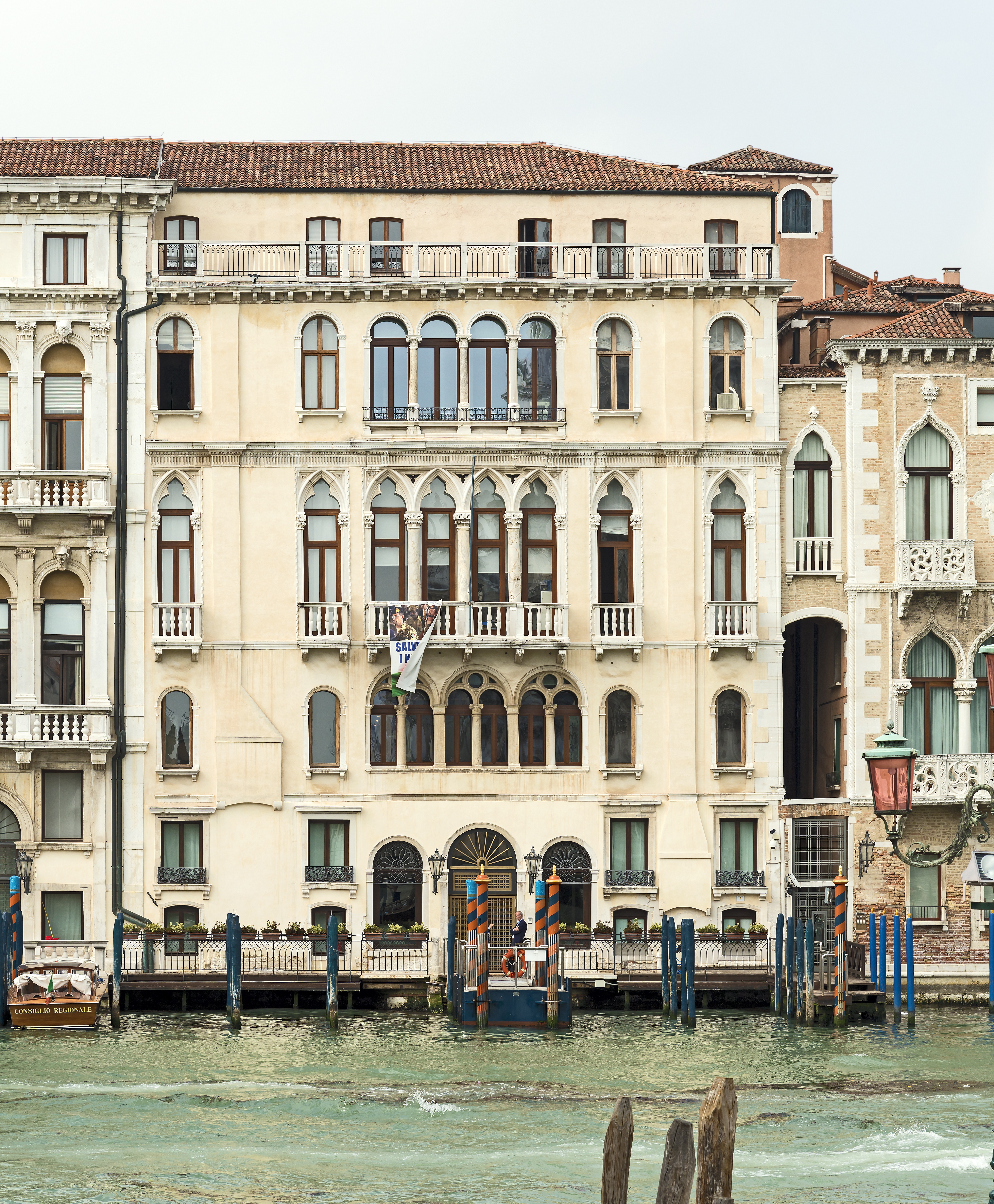
Palazzo Morosini Ferro Manolesso a Venezia, facciata nel Canal Grande

La tradizione vuole che i Manolesso fossero giunti a Torcello fuggendo dalle invasioni barbariche, passando poi a Venezia nel 790. Antica famiglia tribunizia, rimase nel Maggior Consiglio anche dopo la serrata del 1297.
Con l'annessione del Regno di Candia, i Manolesso vi si trasferirono sicché per un periodo non parteciparono alla vita politica della capitale. Solo con la guerra di Candia e la conseguente conquista ottomana tornarono a Venezia dove ricoprirono importanti cariche istituzionali.
Con l'annessione del Veneto all'Impero d'Austria la casata fu confermata nobile con Sovrana Risoluzione del 1º gennaio 1818.
Nella prima metà del Ottocento la famiglia aggiunse, per ragioni ereditarie, anche il cognome Ferro (nel 1816 Antonio Lazzaro Ferro lasciava le sue proprietà al nipote Giorgio Manolesso). La famiglia Manolesso è presente in Grecia, con membri che vivono a Santorini, Citera e Creta. La piazza di Oia a Santorini porta il nome di Georgios Emmanouil Manolesso.

## Membri illustri
- Pietro Manolesso (n. 1301), ecclesiastico, vescovo di Capodistria[2]
- forse Emilio Maria Manolesso (1547 - prima del 1584), diplomatico e letterato[5]

- Marina di Marco Manolesso, madre del doge Pasquale Cicogna.

## Luoghi e architetture
- Palazzo Manolesso Ferro, ora Palazzo Ferro Fini, a San Marco;
- Villa Manolesso Ferro, Levi, Folco Zambelli, Ferro, Chiozzi, Sorgato, a Merlengo di Ponzano Veneto[6].
- Villa Manolesso Ferro Scarpa Nicoletti, a Monigo di Treviso.[6].